# Ardra (nakszatra)
Ardra (Dewanagari: आर्द्रा) – nakszatra, rezydencja księżycowa, Bogini Fortuny, termin używany w astrologii dźjotisz do określenia części Zodiaku.